# Steve Geltz
Steven Geltz (né le 1er novembre 1987 à Newfane, New York, États-Unis) est un ancien lanceur de relève droitier des Ligues majeures de baseball qui a joué pour les Angels de Los Angeles d'Anaheim et les Rays de Tampa Bay entre 2012 et 2016.

## Carrière
Steven Geltz signe son premier contrat professionnel en 2008 avec les Angels de Los Angeles d'Anaheim. Il fait ses débuts dans le baseball majeur le 16 août 2012 avec cette équipe. Il lance deux manches en deux sorties en relève pour les Angels au cours de cette saison.
Le 27 mars 2013, les Angels échangent Geltz aux Rays de Tampa Bay contre un autre lanceur droitier, Dane De La Rosa. Après deux saisons entières en ligues mineures chez les Bulls de Durham, Geltz fait ses débuts avec les Rays le 1er septembre 2014. Il apparaît dans 13 matchs en fin de saison et maintient une moyenne de points mérités de 3,48 en 10 manches et un tiers lancées.